# گنادی ایوانچنکو
گنادی ایوانچنکو (روسی: Геннадий Иванович Иванченко؛ زادهٔ ۳۰ ژوئیه ۱۹۴۷) وزنه‌بردار اهل روسیه بود.

وی همچنین برندهٔ جوایزی همچون نشان برجسته افتخار شده‌است.
وی در مسابقات کشوری و بین‌المللی در مجموع برندهٔ ۳ مدال طلا شده‌است.